# Aartsbisdom Los Angeles
Het aartsbisdom Los Angeles (Latijn: Archidioecesis Angelorum in California; Engels: Archdiocese of Los Angeles) is een metropolitaan aartsbisdom van de Rooms-Katholieke Kerk in de Amerikaanse staat Californië. De zetel van het aartsbisdom is in de stad Los Angeles. De aartsbisschop van Los Angeles is metropoliet van de kerkprovincie Los Angeles, waartoe ook de volgende suffragane bisdommen behoren:
- Bisdom Fresno
- Bisdom Monterey in Californië
- Bisdom Orange in Californië
- Bisdom San Bernardino
- Bisdom San Diego

## Geschiedenis
Voorloper van het bisdom Los Angeles was het bisdom Monterey in Californië. Dit werd op 27 april 1840 door paus Gregorius XVI met de apostolische constitutie Apostolicam sollicitudinem opgericht uit gebiedsafsplitsing van het bisdom Sonora. De oorspronkelijke naam was Bisdom Californië. Het was suffragaan aan het aartsbisdom Mexico. Na de Mexicaans-Amerikaanse Oorlog werd het bisdom op 20 november 1849 gesplitst en kreeg het noordelijke Amerikaans deel de naam Monterey. Op 29 juli 1853 werd een deel van het bisdom afgesplitst voor de oprichting van het nieuwe aartsbisdom San Francisco waaraan Monterey vervolgens suffragaan werd. Op 7 juli 1859 werd de naam van het bisdom veranderd in Monterey-Los Angeles. Paus Pius XI deelde Monterey-Los Angeles op 1 juni 1922 met de bul Romani Pontifices in de bisdommen Los Angeles-San Diego en Monterey-Fresno.
Op 11 juli 1936 werd Los Angeles-San Diego wegens het stijgende aantal katholieken gedeeld met de bul Ad spirituale christianae, waarbij Los Angeles tot aartsbisdom werd verheven. San Diego werd suffragaan aan Los Angeles.
In 1994 werd de toenmalige Saint Vibianakathedraal bij een aardbeving in 1994 zwaar beschadigd. Er werd besloten een nieuwe kathedraal te bouwen. In 2002 werd de Cathedral of Our Lady of the Angels van architect Rafael Moneo ingewijd.
Met circa 4,5 miljoen gelovigen (2007) is Los Angeles het grootste bisdom van de Verenigde Staten.

## Seksueel misbruik
Kort voor de geplande start van een reeks processen met betrekking tot seksueel misbruik binnen de Rooms-Katholieke Kerk, kwam het aartsbisdom in juli 2007 een schikking overeen met de rechtbank in de vorm van een schadevergoeding van 600 miljoen dollar voor de slachtoffers. Er waren meer dan 500 slachtoffers die de kerk hadden aangeklaagd. Een aantal van deze gevallen ging terug tot de jaren 40. Ondanks dat er volgens de vereniging van slachtoffers een belangrijke stap was gezet, bleef er onvrede over het feit dat de kerk een groot aantal vragen over het misbruik niet hoefde te beantwoorden. Ook het vermoeden dat de toenmalige aartsbisschop van Los Angeles kardinaal Roger Michael Mahony het onderzoekswerk van de politie zou hebben belemmerd, kon niet verder worden onderzocht.

## Aartsbisschoppen
- 1936-1947: John Joseph Cantwell (1922-1936 bisschop van Los Angeles-San Diego)
- 1948-1970: James Francis Louis McIntyre
- 1970-1985: Timothy Manning
- 1985-2011: Roger Michael Mahony
- 2011-heden: José Horacio Gómez

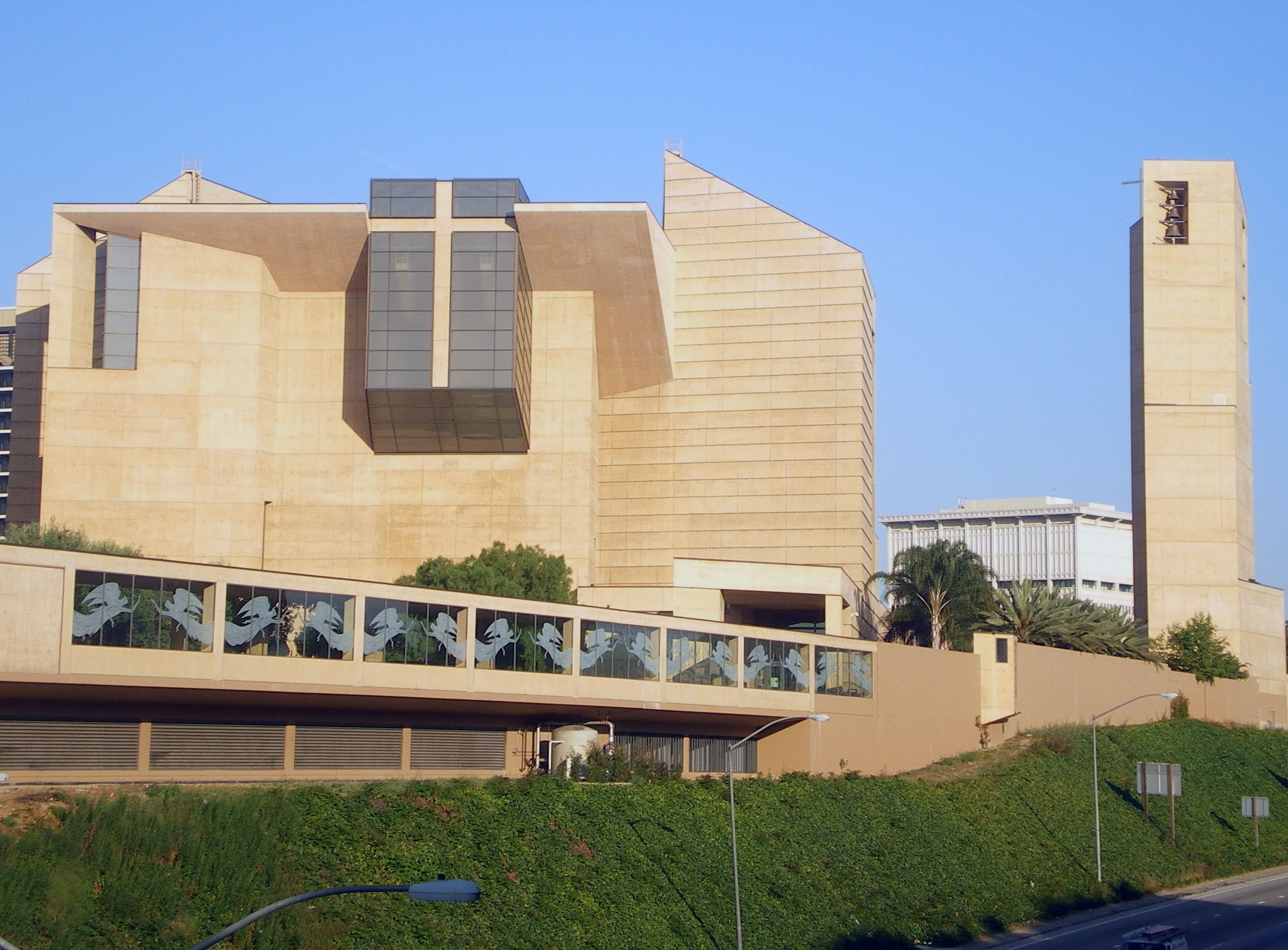
Kathedraal van Los Angeles
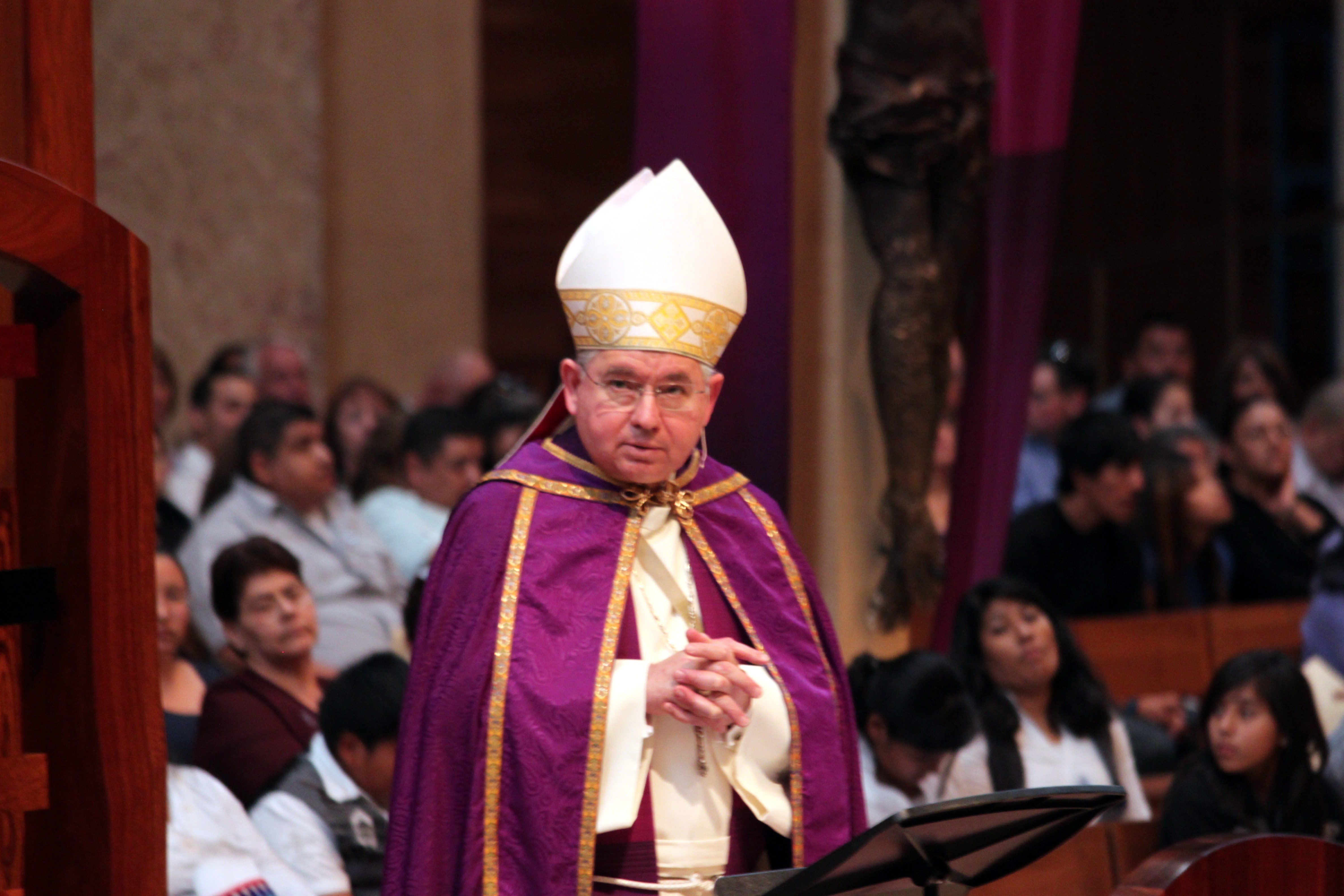
Aartsbisschop José Horacio Gómez